# Bellach
Bellach (gsw. Bäuch) – miejscowość i gmina w Szwajcarii, w kantonie Solura, w jednostce administracyjnej (Amtei) Solura-Lebern, w okręgu Lebern. Leży nad rzeką Aare.

## Demografia
W Bellach mieszkają 5 372 osoby. W 2021 roku 29,7% populacji gminy stanowiły osoby urodzone poza Szwajcarią. 

## Transport
Przez teren gminy przebiega droga główna nr 5.